# خالد لبهیج
خالد لبهیج (عربی: خالد لبیج؛ زادهٔ ۲۷ دسامبر ۱۹۸۵) بازیکن فوتبال اهل مراکش است.
از باشگاه‌هایی که در آن بازی کرده‌است می‌توان به باشگاه فوتبال حسینیه اکادیر، باشگاه فوتبال الوداد کازابلانکا، و باشگاه فوتبال مولودیه وجده اشاره کرد.
وی همچنین در تیم‌های ملی فوتبال زیر ۲۰ سال مراکش، زیر ۲۳ سال مراکش، و مراکش بازی کرده‌است.